# Valle Morín (Venezuela)
Pour les articles homonymes, voir Valle Morin, Valle et Morin.
Valle Morín est la capitale de la paroisse civile de Valle Morín de la municipalité de San Casimiro de l'État d'Aragua au Venezuela.